# 순항 미사일
순항 미사일(巡航誘導彈, cruise missile)은 비행기처럼 날개와 제트엔진을 사용해서 수평 비행을 하는 미사일이다.
일정한 고도와 속도로 순항하여 목표에 도달하는 미사일의 총칭이다. 최근의 순항 미사일은 사정거리가 장거리화되고 주로 터보팬 엔진을 사용하고 있으며 아음속(亞音速)으로 비행한다. 장거리에서의 명중 정확도 확보를 위한 관성항법장치의 정밀도 향상이 중요하고 또한 목표에 이르는 지형 데이터를 조합하는 방식(지형대조항법; TERCOM)도 겸용된다. 최근에는 GPS 항법도 추가로 사용한다. 순항 미사일 본체의 크기는 무인 항공기의 기체와 같이 작으며 대부분의 비행시간 동안 대기로부터 산소를 빨아들여야 하는 공기흡입 엔진(제트엔진)에 의해 추진된다. 또한 컴퓨터로 목표까지의 지도를 기억시켜 레이더로 본 지형과 대조하면서 진로를 수정하는 TERCOM이라는 유도방식의 채택으로 목표물 명중 정확도가 매우 높아졌다. 이 유도방식은 인공위성을 사용해서 미리 표적까지의 지형을 입체사진으로 촬영하고, 수 km 간격으로 바둑판처럼 구획하여 미사일에 기억시키는 것이다. 발사된 미사일이 비행하면서 계속 지형을 측정하고, 기억한 지형과 대조하면서 궤도를 수정하므로 정확도가 높은 명중률을 기대할 수 있다. 순항 미사일은 음속(音速) 이하의 속력으로 비행하지만 초저공 비행이 가능하여 탄도 미사일보다도 레이더에 포착되지 않는다. 램제트 엔진을 장착한 초음속 순항 미사일도 있다.
1942년 나치독일이 만든 V-1 미사일이 시초로서 1944년에 터보제트 무인 비행체가 만들어진 이후 미국과 구 소련이 경쟁하여 만든 미사일이 순항 미사일이다.

## 추진 기관
순항 미사일에 적용되는 추진기관은 일반적으로 생각하는 로켓이 사용되지 않는다. 이는 적으로부터 탐지되는 것을 사전에 방지하기 위해 저고도 비행을 하는 순항 미사일의 특성을 활용하여 공기흡입 추진기관을 사용하기 때문이다. 대표적으로 사용하는 추진기관은 터보계열 엔진으로 터보제트 엔진을 포함하여 터보팬 엔진 등이 사용되고 있다. 터보팬 엔진은 터보제트 엔진보다 큰 추력을 내는 데 효과적이다. 이는 연료 소모를 적게 하면서 흡입 공기의 유동으로 추력을 얻을 수 있기 때문인데, 상대적으로 팬 설치 등에 의한 흡입 전면면적의 확대가 필요하므로 큰 BPR은 순항 미사일에는 적용이 제한적이다. 한편 순항 미사일은 아음속으로 마하 1 이하의 속력으로 비행하는 것이 통상적이나, 최근에는 초음속의 순항 미사일이 개발, 배치되고 있어 새로운 추세로 보인다. 특히 러시아에서는 초음속 순항 미사일에 기존의 터보계열 엔진에서 벗어나 액체 램제트 엔진을 사용하고 있다.

## 문제점
날개를 이용하다보니 균열로 인해 큰 오발이 날 수 있다. 또 수평비행이어서 센 바람에는 발사할 수가 없다.

## 종류
순항 미사일은 공중발사순항미사일(air―launched cruise missile; ALCM)을 비롯하여, 지상발사순항미사일(ground―launched cruise missile; GLCM), 잠수함발사순항미사일(sea―launched cruise missile; SLCM)의 종류가 있다.

## 한국군 순항 미사일 보유 및 개발 현황

### 현무-3A
최대 사거리 500km, 길이 6m, 지름 53cm, 무게 1.5톤

### 현무-3B
최대 사거리 1,000km

### 현무-3C
최대 사거리 1,500km

## 같이 보기
- SSM-700K 해성
- 토마호크